# Émilie-Julienne de Schwarzbourg-Rudolstadt
Émilie (Amilie, Emilie, Æmilie) Julienne comtesse de Schwarzbourg-Rudolstadt (née comtesse de Barby et Mühlingen) est une poétesse majeure de la musique sacrée. Elle naît le 19 août 1637 au château de Heidecksburg à Rudolstadt, en Thuringe, et meurt le 3 décembre 1706 dans les mêmes lieux. 

## Biographie
Ämilie Juliane von Schwarzburg-Rudolstadt naît le 19 août 1637 au château de Heidecksburg à Rudolstadt, où ses parents, le comte Albert Friedrich de Barby et Mühlingen (de) et son épouse Sophie-Ursule (née Oldenbourg-Delmenhorst) se sont réfugiés chez son oncle maternel, le comte Louis-Gonthier Ier de Schwarzbourg-Rudolstadt (1581-1646) pendant la guerre de Trente Ans. Son père meurt en 1641 et sa mère en 1642 ; Aemilie Juliane est ensuite élevée par son oncle et sa tante (et marraine), avec les quatre enfants du couple, trois filles et un garçon. Elle reçoit à ce titre l'enseignement du poète Ahasverus Fritsch et écrit des poèmes en allemand et en latin dès l'âge de quatorze ans. Le 7 juillet 1665, elle épouse son cousin, le comte Albert-Antoine de Schwarzbourg-Rudolstadt. Un fils naît en 1667 et une fille en 1668, mais celle-ci meurt au bout de trois jours. En 1672, ses trois belles-sœurs succombent à une épidémie de rougeole. Amélie, de santé fragile, se réfugie dans la piété, les œuvres envers les nécessiteux et la composition de cantiques. Elle meurt le 3 décembre 1706 au château de Heidecksburg à Rudolstadt.
Aemilie Juliane de Schwarzburg-Rudolstadt a écrit près de 600 hymnes, dont le Bis hierher hat mich Gott gebracht, repris par Johann Sebastian Bach pour ses cantates BWV 27, 84 et 166.

## Œuvres
- Geistliche Lieder. Rudolstadt 1683
- Geistliches Weiber-Aqua-Vit, Das ist, Christliche Lieder und Gebete, Vor, bey und nach Erlangung Göttlichen Ehe-Segens, Wie auch Bey andern darbey sich begebenden Fällen zu gebrauchen: Aus Landes-Mütterlichen Hertzen, Mund und Hand Ihren Landes-Kindern zu erwünschter, kräftiger Erbauung aus Gottes H. Wort zubereitet und mit getheilet. Rudolstadt: Fleischer, 1683
- Tägliches Morgen- Mittags- und Abendopfer. Rudolstadt 1685
- Allerley Specerey Zum süssen Geruch Für dem Herrn, Das ist: Geistliche Reim- Gebet- und Seufftzerlein: Für all und jede Personen, auf allerhand im gemeinen Leben fürfallende Begebenheiten gerichtet. Rudolstadt: Urban, 1714
- Kühlwasser In grosser Hitze des Creutzes und der Trübsal, Oder Christliche Creutz-Lieder, Gebet und Sprüche. Rudolstadt 1685, 2. Aufl. 1714
- Der Freundin des Lammes Geistlicher Braut-Schmuck Zu Christlicher Vorbereitung Auf die Hochzeit des Lam[m]es: In Lieder, Gebete und Seuffzer abgefasset und mitgetheilet; Mit einem Vorbericht, In welchem von dem Liede: Wer weiß, wie nahe mir mein Ende: Nöthige Erinnerung geschiehet. Leipzig: Gollner, 1714
- Der Freundin des Lammes geistlicher Braut-Schmuck: welcher von derselben zu christlicher Vorbereitung auf die Hochzeit des Lammes, in Lieder, Gebete und Seuffzer verfasset, und im Jahr 1714. zum erstenmahl zum Drucke übergeben, auf Verlangen aber … vermehret und in Ordnung gebracht worden. Rudolstadt: Löwe, 1742
  - Der Freundin des Lammes … Theil 1, Benebst einem Vorbericht, in welchem von dem Liede: Wer weiß wie nahe mir mein Ende &c. nöthige Erinnerung geschiehet. 1742
  - Der Freundin des Lammes … Theil 2, Der Freundin des Lammes täglicher Umgang mit Gott. 1742
- Beicht- und Abendmahlsbüchlein: Aus den Buss- und Comunion-Andachten. Berlin: W. Schultze, 1870
- Allerhand poetische Gedancken. 1702-06

## Sources
- http://www.blc.edu/comm/gargy/gargy1/ELH.biographies.ABCD.html
- http://www.fembio.org/biographie.php/frau/biographie/aemilie-juliane-von-schwarzburg-rudolstadt/
- http://www.bach-cantatas.com/